# Пепуш, Иоганн Кристоф
Иоганн Кристоф Пепуш (англ. Johann Christoph Pepusch; 1667, Берлин, — 20 июля 1752, Лондон) — английский композитор и музыкальный теоретик немецкого происхождения.

## Биография
Родился в Берлине; теории музыки учился у органиста Г. Клингенберга и у Гроссе. Долгое время служил при дворе прусского короля (1681—1697). В 1700 году, оказавшись под давлением короля, уехал в Голландию. В 1704 году переехал в Англию и поселился в Лондоне, где служил альтистом, клавесинистом, а затем и композитором театра Друри-Лейн. Пепуш организовал Академию старинной музыки в 1710 году, которая занималась концертами и изданиями XVI века. В 1713 году получил докторскую степень по музыке в Оксфордском университете.
В 1712—1732 годах Пепуш был органистом и композитором капеллы при дворе герцога Чендосского и жил в его замке Кэннонс, где в определённый период также жил и работал Георг Фридрих Гендель. С 1715 года композитор руководил театром Линкольнс-Инн-Филдс, где ставились его маски. Начиная с 1737 года служил в качестве органиста в Чартерхаусе. Скончался 20 июля 1752 года в Лондоне.

## Творчество
Имя Пепуша стало известным главным образом благодаря «Опере нищего» (англ. The Beggar’s Opera, 1728), «балладной опере» сочинённой им совместно с Джоном Геем. Будучи острой политической сатирой, спектакль заодно явился пародией на творчество композиторов, сочиняющих в итальянском стиле (опера-сериа), в том числе на творчество Генделя. «Опера нищего» имела огромный успех у публики, и послужила одной из причин банкротства Королевской академии музыки, оперного театра возглавляемого Генделем и Бонончини.
Из других сочинений Пепуша известны двенадцать английских кантат (Лондон, 1710−20, 2 тома), маски, в том числе «Смерть Дидоны» (Друри-Лейн, 1716), мотеты, оды, арии, сонаты для духовых инструментов с basso continuo и др.